# 佩拉萊斯河

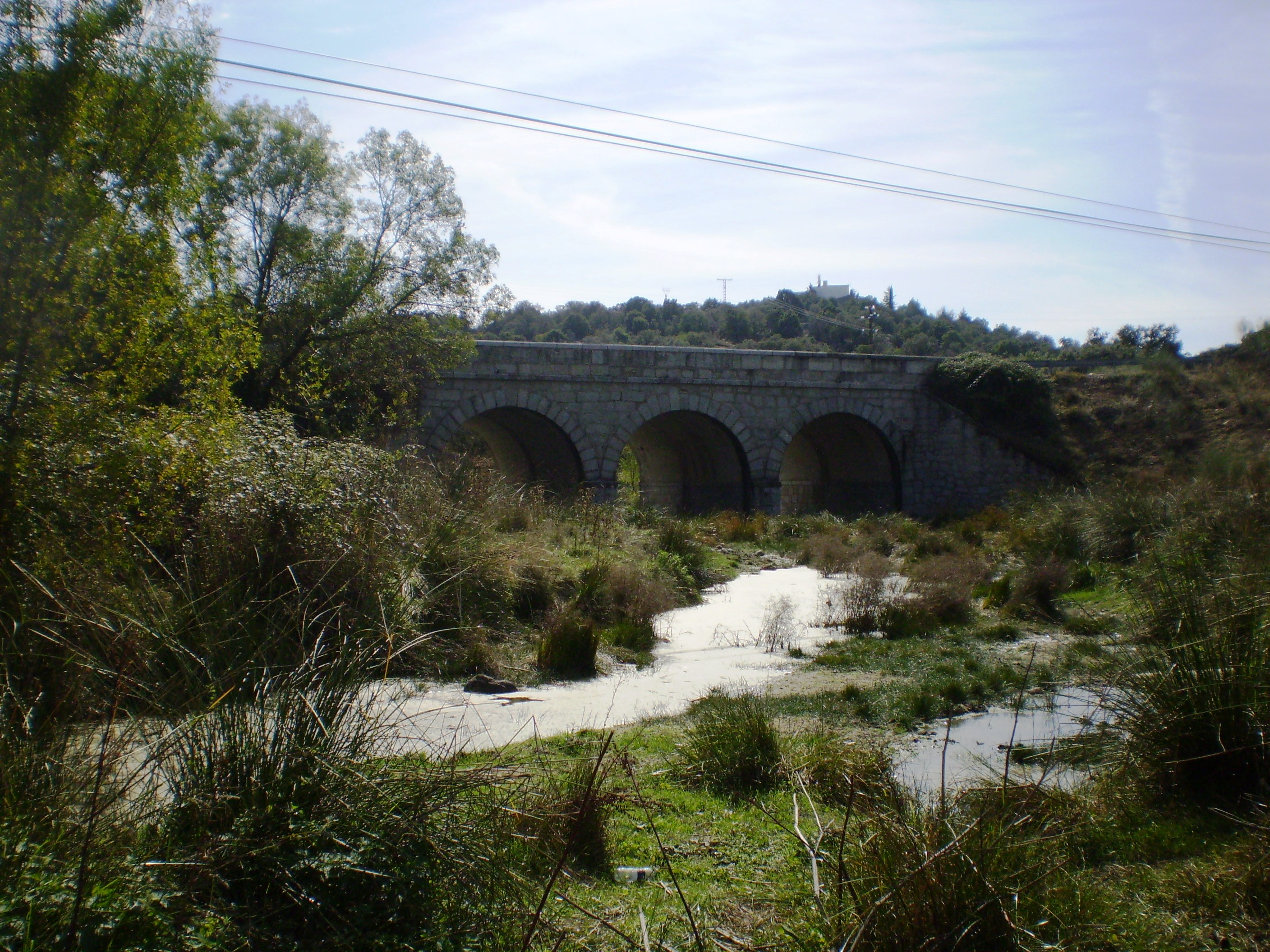
佩拉萊斯河

佩拉萊斯河（西班牙語：Río Perales）是西班牙的河流，屬於阿爾韋奇河的左支流，發源自薩爾薩萊霍附近瓜達拉馬山脈南坡，流經馬德里自治區，河道全長35公里，流域面積132平方公里。